# Dorset Senior League
De Dorset Senior League is een Engelse regionale voetbalcompetitie. De competitie bevindt zich op het 12de niveau in de Engelse voetbalpiramide. De kampioen kan promoveren naar de Dorset Premier Football League.